# ハンガリー王妃マリア・アンナの肖像
『ハンガリー王妃マリア・アンナの肖像』(ハンガリーおうひマリア・アンナのしょうぞう、西: María de Austria, reina de Hungría、英: Maria Anna of Spain, Queen of Hungary) は、スペインのバロック絵画の巨匠ディエゴ・ベラスケスが1630年ごろ、あるいは1628-1630年ごろ、キャンバス上に油彩で制作した絵画で、スペイン・ハプスブルク家のマリア・アンナ王女を描いている。彼女は国王フェリペ4世の妹で、従弟のフェルディナント (後のハンガリー国王、神聖ローマ皇帝となったフェルディナント3世) と結婚し、リンツで亡くなった。作品の来歴については、王室コレクションにあったということ以外に定かではない。絵画は現在、マドリードのプラド美術館に所蔵されている。

## 歴史的背景
マリア・アンナ (1606-1646年) は、当時のヨーロッパ宮廷の慣例に従い、婚姻関係による政治的駆け引きの道具となるべく運命にあった。最初、スペインとの外交関係を改善するためにイギリス国王との婚姻が画策され、プリンス・オブ・ウェールズ (後のチャールズ1世) のマドリード訪問が実現した。しかし、結局、この縁談は失敗し、それは両国で宗教的な合意が得られなかったという理由による。その数年後、マリア・アンナは、オーストリア・ハプスブルク家のフェルディナントと婚約した。彼女の娘のマリアナ・デ・アウストリアは、後に叔父にあたるフェリペ4世と結婚し、この近親婚から生まれたカルロス2世の死後、スペイン・ハプスブルク家は断絶することになる。

## 作品
絵画は、ベラスケスが第一回目のイタリア滞在中、スペインに帰る前の３ヵ月を過ごしたナポリで描かれたと思われる。実際に、1630年8月13日から12月18日までアンナ・マリア王女は、フェルディナント3世と結婚するためウィーンに赴く前にナポリに滞在していたのである。本作にはマリア・アンナ王女の生き生きとした表情が描き出されており、画家でベラスケスの岳父フランシスコ・パチェーコが「私の娘婿は、国王陛下にお持ちするためにハンガリー王妃の美しい肖像画を描いた」と記しているように、実際にベラスケスが王女を前にして制作されたものと考えられていた。そうであれば、この絵画は、彼女の兄フェリペ4世のために思い出とするべくスペインに送られるために制作されたとみられる。
しかし、発見された資料にもとづき、この作品はベラスケスが第一回目のイタリア滞在以前の1628年に制作されたとする見方も提出されている。とはいえ、アンナ・マリア王女の素早く簡潔で力強い筆触による頭髪の描き方は、『ウルカヌスの鍛冶場』 (1630年、プラド美術館) のアポロン神の頭髪にも認められる。また、大きな襟の柔らかく、大まかな描写も1630年という制作年の可能性を示唆する。